# Дарлинг, Скотт
Скотт Да́рлинг (англ. Scott Darling; 22 декабря 1988, Ньюпорт-Ньюс, штат Виргиния, США) — профессиональный американский хоккеист, вратарь, стендап-комик. Обладатель Кубка Стэнли 2015 в составе «Чикаго Блэкхокс».

## Игровая карьера

### Клубная карьера
Скотт Дарлинг вырос в южном районе Чикаго и восхищался вратарем «Чикаго Блэкхокс» Эдом Бельфором. Будучи юниором выступал в североамериканской хоккейной лиге, восточной юниорской хоккейной лиге, хоккейной лиге США. Перед тем, как стать профессионалом, Скотт выступал за университет Мэна в восточной хоккейной лиге.
Став профессионалом и удачно отыграв сезон 2013–14 в АХЛ в команде «Милуоки Эдмиралс», 1 июля 2014 года Дарлинг заключил однолетний контракт новичка с «Чикаго Блэкхокс».
Скотт Дарлинг дебютировал в НХЛ 26 октября в матче против «Оттавы Сенаторз». «Чикаго» одержал победу со счетом 2:1, а вратарь отразил 32 броска. В регулярном чемпионате 2014–15 Скотт сыграл 26 игр и одержал в них 14 побед. В плей-офф в серии первого раунда против «Нэшвилл Предаторз» Дарлинг подменил неудачно игравшего Кори Кроуфорда. В результате этого «индейцы» смогли переломить неудачно складывающуюся серию, выиграв её со счётом 4-2. Больше в плей-офф Дарлинг уже не играл, но «Чикаго» выиграл Кубок Стэнли. Так же Скотт установил рекорд для вратаря-новичка плей-офф, не пропуская на протяжении 67 минут (67:44) после дебютного выхода на лёд и отразив 42 броска.
После победы в Кубке Стэнли продлил контракт с «Чикаго» на 2 года на сумму приблизительно $1,17 млн. Перед окончанием контракта 28 апреля 2017 года после вылета «Блэкхокс» из плей-офф был обменян в «Каролину Харрикейнз» на право выбора в 3-м раунде драфта-2017. Сразу же подписал 4-летний контракт с «ураганами» с зарплатой $4,15 млн в год.